# Chorisches Atmen
Unter chorischem Atmen versteht man eine Atemtechnik für Chorsänger oder auch Bläser einer mehrfach besetzten Stimmgruppe, bei der für den Zuhörer im akustischen Gesamtbild keine Atempausen erkennbar sind. Dazu werden die Musiker angewiesen, nicht an den für das Luftholen prädestinierten Stellen zu atmen, sondern an beliebigen anderen, die jeder Musiker für sich individuell auswählt. Dabei wird auch häufig in Kauf genommen, dass einzelne Musiker während des Atmens Töne auslassen. 
Mit dieser Technik verteilen sich die Atempausen der einzelnen Musiker und es entsteht der Eindruck einer durchgängigen Phrase ohne Pausen. Chorisches Atmen wird nicht unbedingt auf ganze Musikstücke angewandt, sondern oft auch nur, um Atempausen an einzelnen ausgewählten Stellen zu vermeiden.
Auch kompositionsgeschichtlich ist das chorische Atmen von Relevanz. Während Hector Berlioz in seiner Instrumentationslehre (1844) für längere vokalisierte Passagen noch das Einfügen von kurzen Atempausen empfahl, legte Richard Strauss in seinem Kommentar (1905) eine Aufteilung der Atemstellen innerhalb der Stimmgruppen nahe, so dass die Atempausen nicht in der Komposition verzeichnet werden müssten.